# Židovská lidová strana
Židovská lidová strana byla židovská politická strana sionistické orientace na území prvorepublikového Československa, respektive na Podkarpatské Rusi, která kandidovala v doplňovacích parlamentních volbách na Podkarpatské Rusi v roce 1924.

## Dějiny
Po roce 1921, kdy se na Podkarpatské Rusi začalo formovat politické spektrum, se tu etablovaly tři hlavní politické proudy: sionistický inspirovaný kandidátní listinou Sdružené židovské strany, která se zúčastnila v Českých zemích a na Slovensku parlamentních voleb v roce 1920, ultraortodoxní napojený na hnutí Agudat Jisra'el a agrárně-konzervativní, mající blízko k československým agrárníkům a zaměřený na obhajobu zájmů židovských statkářů a obchodníků. V roce 1923 všechny tři tyto ideové směry dokázaly kvůli pocitu vnějšího ohrožení antisemitismem i kvůli společným zájmům na obhajobě židovských ekonomických pozic spolupracovat a vytvořit zastřešující alianci pod názvem Židovská strana Podkarpatské Rusi. Za agrárníky v ní zasedal Emanuel Guttmann, za ortodoxní Koloman Weiss a za sionisty Alexander Spiegel. V komunálních volbách roku 1923 pak tato společná platforma uspěla v mnoha obcích.
Ovšem již následujícího roku se Židovská strana Podkarpatské Rusi rozpadla. Agrární a ortodoxní aktivisté se ještě více sblížili s československými agrárníky, kteří tuto část židovské komunity na východě státu hodlali využít pro posílení svých pozic v celostátní politice a jako protihodnotu nabízeli ekonomické výhody, například při provádění pozemkové reformy.  Emanuel Guttmann a další představitelé těchto frakcí byl dokonce za tímto účelem v Praze na jednání s Antonínem Švehlou a Janem Malypetrem. Oživily se ideologické rozpory se sionisty (například odpor k sekularismu, neshody ohledně výuky v hebrejštině). Výsledkem byla Židovská demokratická strana jako československým agrárníkům blízká formace. I samotní sionisté se ocitli v rozporech, protože ústředí z Českých zemí postavilo do čela kandidátní listiny pražského sionistu Ludvíka Singera, což nesla nelibě místní sionistická skupina. Sionistické torzo původní jednotné Židovské strany Podkarpatské Rusi pak šlo do doplňovacích parlamentních voleb v roce 1924 na Podkarpatské Rusi pod názvem Židovská lidová strana. Ta ve volbách získala 17 941 hlasů, což sice bylo mnohem víc než konkurenční Židovská demokratická strana (ta obdržela jen 9 914 hlasů), ale ani to nestačilo na zisk poslaneckého mandátu, pro jehož získání bylo potřeba cca 20 000 hlasů.
Židovská lidová strana pak zanikla, ale rozkol z roku 1924 na Podkarpatské Rusi trvale rozštěpil židovský elektorát. Sionisté už následujícího roku v této části státu kandidovali v parlamentních volbách v roce 1925 v rámci Židovské strany, zatímco ortodoxové a židovští agrárníci jako Židovská hospodářská strana. V zemských volbách v roce 1928 se na Podkarpatské Rusi utkali Židovská strana a Židovská republikánská strana, v parlamentních volbách v roce 1929 pak proti Židovské straně kandidovali židovští agrárníci přímo v rámci československé agrární strany.

## Volební výsledky

### Volby do parlamentu Československa na Podkarpatské Rusi
| Volby | Hlasy  | Hlasy | Mandáty | Mandáty | Pozice |
| Volby | Počet  | %     | Počet   | ±       | Pozice |
| ----- | ------ | ----- | ------- | ------- | ------ |
| 1924  | 17 941 | 7,1   | 0/9     | ▬0      | ▲6.    |